# Józef Ignacy Kraszewski

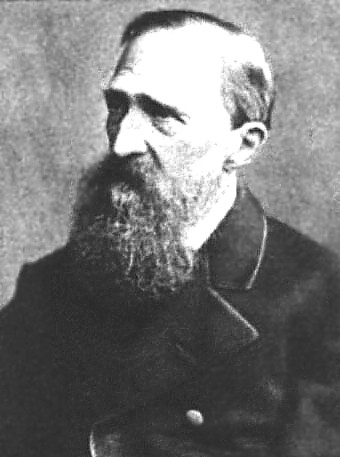
Arcképe

Józef Ignacy Kraszewski (Varsó, 1812. július 28. – Genf, 1887. március 19.) lengyel író.

## Életpályája
Nemesi családból származott. Egyetemi tanulmányait Vilnában végezte. Részt vett az 1830-as novemberi felkelés előkészítésében való részvételért két évet töltött börtönben. 1838-ban feleségül vette Z. Woroniczównát, a hercegprímás unokahúgát. 1853-ban Vilnából Zytomierzbe költözött.
Gródeki birtokán gazdálkodva az Atheneum (Vilna, 1841—51) című folyóiratot adta ki. Ezután Varsóban a Gazeta Polska (1860—62) című lapot szerkesztette. 1863-ban végleg elhagyta Varsót és Drezdában telepedett le, ahol (1876) szász polgárjogot kapott. 1879-ben nagy ünnepek közt ülte meg 50 éves írói jubileumát Krakkóban. 1884-ben hazaárulás címén perbefogták, mert a német katonai kezelés bizalmas iratait eladta Franciaországnak; a lipcsei főtörvényszék 3 és fél évi várfogságra ítélte és a marburgi fogházba szállították. 1885 év őszén megrendült egészségének helyreállítása végett óvadék (kaució) ellenében szabadságot kapott és Olaszországba utazott (San Remo) onnan pedig betegen Genfbe ment, hol meghalt.

## Munkássága
Az irodalom minden műfaját művelte több-kevesebb sikerrel, nem számítva rengeteg cikkét és levelezését. Irodalmi szempontból Kraszewski fő érdeme az, hogy regényeivel (240) kiszorította hazájából a francia regényirodalmat és hatalmas lökést adott a lengyel nemzeti szellemnek.
Egyike volt a legtermékenyebb íróknak, mintegy 600 kötetnyi könyve jelent meg. A lengyel irodalomban főleg abban van a jelentősége, hogy népszerű regényeivel kiszorította az akkor divatos, kétes értékű francia irodalmat és hozzászoktatta a lengyel közönséget az eredeti hazai könyvek olvasásához. Nagyobbára történeti regényeket írt, de több egykorú tárgyú regényt, verseket, színdarabokat, terveket is. Nevezetesebb regényeit a nyolcvanas években magyarra is lefordították (A kor gyermekei; Morituri; Ulana; Hogyan házasodott meg Pál úr stb.).

## Művei

### Legismertebb regényei és elbeszélései
- Brühl gróf (Heinrich von Brühlről) (1865);
- Hrabina Cosel (Kosel grófnő, 1874);
- Ulana (Vilna 1843);
- Chata za wsia (A faluvégi kunyhó, Pétervár 1854—55);
- Dzieci starego miasta (Az ősi város gyermekei, 1863);
- Stara basa (Régi rege).

Írt még számos lírai verset, drámát, vígjátékot, történeti, művelődéstörténeti, esztétikai, bölcsészeti és régiségtani munkát. 

#### Magyarul megjelent művei
- A kor gyermekei, ford. Timkó Iván (Budapest, 1882);
- Morituri, ford. Scossa Dezső (ugyanott, 1880);
- Utána, ford. Timkó Iván (ugyanott, 1890);
- Hogyan házasodott meg Pál úr? ford. Leövey Klára (ugyanott, 1886).